# Municipio de Hendricks (Minnesota)
El municipio de Hendricks (en inglés: Hendricks Township) es un municipio ubicado en el condado de Lincoln en el estado estadounidense de Minnesota. En el año 2010 tenía una población de 201 habitantes y una densidad poblacional de 2,13 personas por km².

## Geografía
El municipio de Hendricks se encuentra ubicado en las coordenadas 44°30′1″N 96°23′9″O / 44.50028, -96.38583. Según la Oficina del Censo de los Estados Unidos, el municipio tiene una superficie total de 94.45 km², de la cual 90,87 km² corresponden a tierra firme y (3,79 %) 3,58 km² es agua.

## Demografía
Según el censo de 2010, había 201 personas residiendo en el municipio de Hendricks. La densidad de población era de 2,13 hab./km². De los 201 habitantes, el municipio de Hendricks estaba compuesto por el 100 % blancos. Del total de la población el 0 % eran hispanos o latinos de cualquier raza.